# 尹徳敏
尹 徳敏（ユン・ドンミン、ユン・ドクミン、朝鮮語: 윤덕민、1959年12月8日 - ）は、韓国の学者、外交官。元駐日大韓民国大使、元韓国国立外交院院長。

## 来歴
ソウル出身。韓国外国語大学、ウィスコンシン大学大学院卒、慶應義塾大学で法学博士号を取得した。国立外交院の前身である外交安保研究院で20年間教授として在職し、安保統一研究部長などを務めた。2008年に李明博大統領直属の未来企画委員会の未来外交・安保分科委員に委嘱された。2013年から2017年までは次官級の国立外交院院長を務めた。その後は韓国外国語大学の碩座教授として在職していた。2022年韓国大統領選挙では尹錫悦陣営の「国民の力第20代大統領中央選挙対策委員会グローバルビジョン委員会委員」を務めた。

### 駐日大使として
2022年に尹錫悦政権に駐日韓国大使に任命され、7月16日に着任した。
同年8月8日、韓国メディアを駐日大使館に招き記者会見を実施。徴用工問題に関連して、差押えを行っている日本企業の資産の現金化は凍結すべきと言及。現金化されれば両国国民と企業が天文学的な被害を受けると警告した。
同年9月14日、皇居で信任状を捧呈し、駐日大使として正式に着任した。
2024年7月に離任した。
2025年4月25日、日本国政府より旭日大綬章を授与された。